# 绍科尼
绍科尼，是匈牙利杰尔-莫雄-肖普朗州所辖的一个村。总面积13.50平方公里，总人口441，人口密度32.7人/平方公里（2011年1月1日）。